# Gare de Cavignac
Gare de Cavignac – przystanek kolejowy w miejscowości Cavignac, w departamencie Żyronda, w regionie Nowa Akwitania, we Francji. Jest zarządzany przez SNCF i obsługiwany przez pociągi TER Nouvelle-Aquitaine. 

## Położenie
Znajduje się na linii Chartres – Bordeaux, na km 576,527 między stacjami Saint-Mariens - Saint-Yzan i Gauriaguet, na wysokości 46 m n.p.m.

## Linie kolejowe
- Linia Chartres – Bordeaux